# كارينيو (لا كرونيا)
بلدية كارينيو (بالإسبانية: Cariño)‏، هي إحدى بلديات مقاطعة لا كرونيا إحدى مقاطعات إسبانيا، و التي تقع في منطقة جليقية شمال غرب إسبانيا.
يبلغ عدد سكانها 4.861 نسمة وفقاً لإحصائية سنة (2002).